# Botánica marina
La botánica marina es el estudio de plantas acuáticas y algas que viven en ambientes de agua de mar, tanto de océanos abiertos como de zonas litoraleñas, a lo largo de las líneas de costa, y de zonas intermareales, y en aguas salobres de estuarios.
Es una rama de la biología marina, y de la botánica.

## Ecología marina
La ecología marina y la botánica marina incluye a:
- Zona béntica
- Arrecife de coral
- Bosque de algass
- Manglar
- Fitoplancton
- Marisma salina
- Pradera marina
- Macroalga